# Twierdzenie o trzech ciągach
Twierdzenie o trzech ciągach – twierdzenie analizy matematycznej o zależnościach między ciągami zbieżnymi.
Intuicyjność tego twierdzenia umożliwiła żartobliwe jego sformułowanie jako „twierdzenia o milicjantach” (w czasie stanu wojennego w Polsce, nazwa ta funkcjonuje także w Rosji, zob. milicja w Rosji; dziś częściej mówi się o policjantach): jeśli idziesz między dwoma milicjantami zmierzającymi do tego samego komisariatu, to też tam zmierzasz. We Włoszech twierdzenie nosi nazwę „twierdzenia o karabinierach”, we Francji zaś znane jest jako „twierdzenie o żandarmach”.
Twierdzenie to, w formie geometrycznej, stosowali już w starożytności Archimedes i Eudoksos. Obecną, ścisłą formę nadał mu Carl Friedrich Gauss. Analogiczne twierdzenie dla funkcji znane jest jako twierdzenie o trzech funkcjach.

## Twierdzenie
Niech dane będą trzy ciągi liczb rzeczywistych: {\displaystyle a_{n},b_{n},c_{n}.} Jeśli jednocześnie:
- dla prawie wszystkich wyrazów tych ciągów, tzn. dla wszystkich {\displaystyle n} większych od pewnego wskaźnika {\displaystyle N,} zachodzą nierówności {\displaystyle a_{n}\leqslant b_{n}\leqslant c_{n};}
- ciągi {\displaystyle a_{n},c_{n}} zbiegają do tej samej granicy: {\displaystyle \lim _{n\to \infty }a_{n}=\lim _{n\to \infty }c_{n}=g,}

to wtedy także ciąg {\displaystyle b_{n}} do niej zbiega:
{\displaystyle \lim _{n\to \infty }b_{n}=g}.

## Dowód
Niech dany będzie {\displaystyle \varepsilon >0} Zbieżność ciągów {\displaystyle a_{n}} oraz {\displaystyle c_{n}} oznacza, że można wskazać {\displaystyle \delta _{1},\delta _{2}\in \mathbb {N} ,} takie, że dla dowolnego {\displaystyle n>\delta =\max(\delta _{1},\delta _{2})} zachodzą nierówności
{\displaystyle |a_{n}-g|<\varepsilon } oraz {\displaystyle |c_{n}-g|<\varepsilon ,}
Skąd na podstawie własności wartości bezwzględnej
{\displaystyle -\varepsilon <a_{n}-g} oraz {\displaystyle c_{n}-g<\varepsilon ,}
czyli
{\displaystyle g-\varepsilon <a_{n}} oraz {\displaystyle c_{n}<g+\varepsilon .}
Na podstawie powyższych nierówności i z założeń twierdzenia dla dowolnego {\displaystyle n>\max(\delta ,N)} zachodzi oszacowanie
{\displaystyle g-\varepsilon <a_{n}\leqslant b_{n}\leqslant c_{n}<g+\varepsilon ,}
które jest równoważne
{\displaystyle |b_{n}-g|<\varepsilon ,}
co oznacza, że
{\displaystyle \lim _{n\to \infty }b_{n}=g.}

## Przykłady
- Korzystając z twierdzenia o trzech ciągach można dowieść, że

{\displaystyle \lim _{n\to \infty }{\sqrt[{n}]{2^{n}+3^{n}+4^{n}}}=4.}
Otóż dla dowolnego {\displaystyle n} zachodzą oszacowania
{\displaystyle {\sqrt[{n}]{4^{n}}}\leqslant {\sqrt[{n}]{2^{n}+3^{n}+4^{n}}}\leqslant {\sqrt[{n}]{4^{n}+4^{n}+4^{n}}}={\sqrt[{n}]{3\cdot 4^{n}}}=4{\sqrt[{n}]{3}}.}
Wzięcie granic skrajnych wyrazów przy {\displaystyle n\to \infty } daje
{\displaystyle {\sqrt[{n}]{4^{n}}}\to 4,} gdyż {\displaystyle {\sqrt[{n}]{4^{n}}}} jest ciągiem stałym równym {\displaystyle 4}
oraz
{\displaystyle 4{\sqrt[{n}]{3}}\to 4,} gdyż {\displaystyle {\sqrt[{n}]{a}}\to 1} dla {\displaystyle a>0,}
skąd na mocy twierdzenia również
{\displaystyle {\sqrt[{n}]{2^{n}+3^{n}+4^{n}}}\to 4.}
- Z dowodu twierdzenia o trzech ciągach wynika również, że jeśli granice dolna i górna ciągu są sobie równe, to dowolny jego podciąg jest zbieżny do tej granicy. Pociąga to za sobą zbieżność do danej granicy także całego ciągu.